# KAT-TUN 10TH ANNIVERSARY BEST "10Ks!"
『KAT-TUN 10TH ANNIVERSARY BEST“10Ks!”』（カトゥーン テンス アニバーサリー ベスト テンクス）は、日本の男性アイドルグループ、KAT-TUNのベストアルバム。

## 概要
KAT-TUNのデビューから10周年を記念して発売されたベストアルバムで、それに合わせて発売日もデビュー記念日である3月22日発売となった。全タイプに共通して、DISC1・2はそれまでのシングル表題曲がすべて収録される。
期間限定盤1はDisc 3に「Hyphen Selection」と題し、ファンが選んだ15曲が収録され、期間限定盤2には、歴代ビデオクリップを収録したDVDが収録される。
宣伝ポスターなどでは、田口淳之介を除く3人が掲載された。
「Real Face」「White X'mas」「TO THE LIMIT」「不滅のスクラム」「EXPOSE」「FACE to Face」はシングルバージョンアルバム初収録となった。
なお、本作品は、発売当時の音源をリマスタリングした音源が収録されている。

## 収録曲

### CD
※はアルバム初収録曲。※※はシングルバージョンアルバム初収録曲。解説・タイアップ等については各ページ及びジャニーズ タイアップ一覧を参照のこと。

#### DISC 1「2006-2010」
1. Real Face※※
作詞：スガシカオ、Rap詞：JOKER、作曲：松本孝弘、編曲：CHOKKAKU
  - 2006年3月22日発売1stシングル
2. SIGNAL
作詞：ma-saya、Rap詞：JOKER、作曲：Joey Carbone、編曲：AKIRA
  - 2006年7月19日発売2ndシングル
3. 僕らの街で
作詞・作曲・編曲：小田和正
  - 2006年12月7日発売3rdシングル

発売当時、赤西が活動休止期間中の為、5人でのシングルとなった。
4. 喜びの歌
作詞：N.B.Comics、Rap詞：JOKER、作曲：zero rock、編曲：Gin.K
  - 2007年6月6日発売4thシングル

赤西復帰後初シングル。
5. Keep the faith
作詞：氷室京介・SPIN、Rap詞：JOKER、作曲：氷室京介、編曲：ha-j
  - 2007年11月21日発売5thシングル
6. LIPS
作詞：Axel-G、Rap詞：JOKER、作曲・編曲：Yukihide"YT"Takiyama
  - 2008年2月6日発売6thシングル
7. DON'T U EVER STOP
作詞：SPIN、Rap詞：JOKER、作曲：Shusui・Fredrik Hult・Carl Utbult、編曲：Shusui・Fredrik Hult・Carl Utbult・Yukihide "YT" Takiyama
  - 2008年5月14日発売7thシングル
8. White X'mas※※
  - 作詞：ECO、作曲：NAO、編曲：NAO・ha-j
  - 2008年12月3日発売8thシングル
9. ONE DROP
  - 作詞:SPIN、Rap詞：JOKER、作曲:t-oga・M.U.R、編曲：ha-j
  - 2009年2月11日発売9thシングル
10. RESCUE
作詞：ECO、Rap詞：JOKER、作曲:Shusui・Tord Bäckström・Bengt Girell・Jan Nilsson、編曲：Stefan Åberg・ha-j
  - 2009年3月11日発売10thシングル
11. Love yourself 〜君が嫌いな君が好き〜
作詞：ECO、Rap詞：JOKER、作曲：Tatsugoo、編曲：Taku Yoshioka
  - 2010年2月10日発売11thシングル

赤西仁が参加した最後のシングル曲。
12. Going!
作詞：ECO、Rap詞：JOKER、作曲：Shusui・Sakoshin、編曲：Taku Yoshioka
  - 2010年5月12日発売12thシングル

発売当時、赤西は所属していたものの、5人でのシングルとなった。
13. CHANGE UR WORLD
作詞：Laika Leon・ECO、Rap詞：JOKER、作曲：Andreas Johansson・Anderz Wrethov、編曲：Andreas Johansson・JUNYT
  - 2010年11月17日発売13thシングル

赤西正式脱退後初シングル。

#### DISC 2「2011-2016」
1. ULTIMATE WHEELS
作詞：Laika Leon・Jane Doe、作曲：Andreas Johansson・Anderz Wrethov、編曲：Billy Marx Jr.・Yukihide“YT”Takiyama
  - 2011年2月2日発売14thシングル
2. WHITE
作詞：ECO、Rap詞：JOKER、作曲：Shusui・DAICHI、編曲：pinkcastar
  - 2011年5月18日発売15thシングル
3. RUN FOR YOU
作詞：Sean-D、作曲：GOOD COP・SWE-LO、編曲：18degress.（Ken Arai）・SWE-LO・GOOD COP
  - 2011年8月3日発売16thシングル
4. BIRTH
作詞：Sean-D、作曲：Janne Hyoty・DAICHI・Paul Oxley、編曲：Billy Marx Jr.
  - 2011年11月30日発売17thシングル
5. TO THE LIMIT※※
作詞：M.U.R.・masanco、作曲：Tom Diekmeier・Junior H Johansson、編曲：Tom Diekmeier・Billy Marx Jr.
  - 2012年6月27日発売18thシングル
6. 不滅のスクラム※※
作詞：masanco、Rap詞：JOKER、作曲：Janne Hyöty・Caroline Gustavsson、編曲：Janne Hyöty
  - 2012年9月12日発売19thシングル
7. EXPOSE※※
作詞：miwa*、作曲：Erik Sahlen・Yoko.Hiramatsu、編曲：Billy Marx Jr.
  - 2013年2月6日発売20thシングル
8. FACE to Face※※
作詞：AGKY、作曲：Andreas Johansson・Laika Leon、編曲：Quark not Dirty・Andreas Johansson
  - 2013年5月15日発売21stシングル

田中聖が参加した最後のシングル曲。
9. In Fact※
作詞：miyakei・KAHLUA、作曲：pinkcastar・TKMZ、編曲：TKMZ・DREADSTORE COWBOY
  - 2014年6月4日発売22ndシングル

4人体制初シングル。
10. Dead or Alive※
作詞：Jovette Rivera・Maiko Kawabe Rivera、作曲：Jovette Rivera・Maiko Kawabe Rivera、編曲：Jovette Rivera・Maiko Kawabe Rivera
  - 2015年1月21日発売23rdシングル
11. KISS KISS KISS※
作詞：25→graffiti、作曲・編曲：Ocean94
  - 2015年3月11日発売24thシングル
12. TRAGEDY※
作詞：FOREST YOUNG、作曲：Shunsuke Harada・TKMZ、編曲：Shunsuke Harada
  - 2016年2月10日発売25thシングル
13. UNLOCK※
作詞：KAHLUA、作曲：丸谷マナブ・Tobias Granbacka・Command Freaks、編曲：Command Freaks
  - 2016年3月2日発売26thシングル

田口淳之介が脱退及びグループとして充電期間突入前最後のシングル曲。
14. 君のユメ ぼくのユメ
作詞・作曲：スガシカオ、編曲：船山基紀
  - 新曲

発売当時メンバーだった田口は除いて、亀梨、上田、中丸の3人で歌唱している。また、ミュージックステーションで披露した際、上田竜也が号泣する一幕があった。

### 特典CD「Hyphen Selection」
※期間限定盤1のみ
1. ハルカナ約束
作詞：SPIN、Rap詞：JOKER、作曲：森元康介、編曲：ha-j
  - 2006年3月22日発売1stベストアルバム「Best of KAT-TUN」収録曲
2. Will Be All Right※
作詞：KAT-TUN、Rap詞：JOKER、作曲・編曲：原一博
  - 1stシングル通常盤カップリング
3. PERFECT※
作詞：ECO、Rap詞：JOKER、作曲：Kosuke Morimoto、編曲：18degrees.（Ken Arai）
  - 15thシングルカップリング
4. MOON
作詞：ECO・MASANCO 作曲：JOVETTE RIVERA・JOEY CARBONE 編曲：YUKIHIDE "YT" TAKIYAMA
  - 2009年4月29日発売3rdアルバム「Break the Records -by you & for you-」通常盤収録曲
5. NEVER AGAIN
作詞：SPIN、Rap詞：JOKER、作曲：ジョーイ・カーボーン、スティーヴン・リー、編曲: FLYING GRIND
  - 1stベストアルバム収録曲
6. BOUNCE GIRL※
作詞・作曲：Laika Leon、Rap詞：JOKER、編曲：DREADSTORE COWBOY
  - 期間限定配信シングル
  - KAT-TUN出演 スズキ「ソリオ」CMソング

以前、music.jp独占配信で2013年8月29日〜9月30日まで期間限定配信シングルであったため、初CD化となった。
7. 4U
作詞：25→graffiti、作曲：STEVEN LEE・JIMMY RICHARD、編曲：Pieni tonttu
  - ミニアルバム「楔-kusabi-」収録曲
8. GOLD
作詞・作曲：Stefan Aberg・Stefan Engblom、日本語詞：SPIN、Rap詞：JOKER、編曲：FLYING GRIND
  - 1stベストアルバム収録曲
9. YOU
作詞：kenko-p、Rap詞：JOKER、作曲：SAKOSHIN、編曲：CHOKKAKU
  - 2007年4月18日1stアルバム「cartoon KAT-TUN II You」通常盤収録曲
10. RAY※
作詞：FOREST YOUNG、作曲・編曲：TKMZ、Victor Newman
  - 24thシングル初回限定盤2カップリング
11. THE D-MOTION
作詞：ECO、作曲：Oscar Holter・Jakke Erixson・Thomas Haraldsson・Junior H Johansson、編曲：Oscar Holter・Jakke Erixson
English Lyrics Coordinated by Jin Akanishi
  - 11thシングルカップリング
12. PRECIOUS ONE
作詞：新美香・白井裕紀、作曲：三上吉直、編曲：ha-j
  - 1stベストアルバム収録曲
13. STAR RIDER※
作詞：ISHU、Rap詞：JOKER、作曲・編曲：Stephan Elfgren
  - 17thシングル初回限定盤2・通常盤カップリング
14. 春夏秋冬
作詞：ECO、Rap詞：JOKER、作曲：KOJI MAKAINO、編曲：KAORU OKUBO
  - 3rdアルバム収録曲
15. Peacefuldays
作詞・作曲・編曲：清水昭男
  - 1stアルバム初回限定盤特典CD収録曲

### DVD「KAT-TUN Video Clips」
※期間限定盤2のみ
1. Real Face
2. SIGNAL
  - シングルCDには初回限定盤の特典映像『Making of "SIGNAL"』としてメイキング映像のみ収録していたため、本商品にて初商品化。
3. 僕らの街で
4. 喜びの歌
5. Keep the faith
6. LIPS
7. DON’T U EVER STOP
8. White X’mas
9. ONE DROP
10. RESCUE
11. Love yourself ～君が嫌いな君が好き～
12. Going!
13. CHANGE UR WORLD
14. ULTIMATE WHEELS
15. WHITE
16. RUN FOR YOU
17. BIRTH
18. TO THE LIMIT
19. 不滅のスクラム
20. EXPOSE
21. FACE to Face
22. In Fact
23. Dead or Alive
24. KISS KISS KISS
25. TRAGEDY
26. UNLOCK